# Pinarocorys nigricans
Pinarocorys nigricans é uma espécie de ave da família Alaudidae.
Pode ser encontrada nos seguintes países: Angola, Botswana, República Democrática do Congo, Malawi, Moçambique, Namíbia, África do Sul, Essuatíni, Tanzânia, Zâmbia e Zimbabwe.
Os seus habitats naturais são: savanas áridas e campos de gramíneas subtropicais ou tropicais secos de baixa altitude.